# 非洲化蜜蜂
非洲化蜜蜂（Africanised honey bee or Africanized bee），俗稱殺人蜂，是西方蜜蜂的一個亞種，人為不經意的情況下產生的雜交種，性情兇暴，分布於南美洲、中美洲與美國南部。

## 起源
由於巴西位處南美洲，該國養蜂業所引入的歐洲亞種蜜蜂對熱帶氣候適應不良，聖保羅大學沃里克·埃斯特万·克爾博士（Warwick Kerr）受命解決此問題，他認為引進熱帶地區的亞種應該更能適應巴西的氣候，於是在1956年從非洲坦桑尼亞將35匹東非蜂蜂后帶回巴西聖保羅。克爾博士清楚東非蜂性情兇猛，於是在蜂巢出入口安裝隔王栅用以防止東非蜂外釋，在1957年10月，一名臨時的養蜂人在不知情下，認為隔王柵阻礙蜂群活動，影响蜜糖產量，於是在一個週末擅自移除了隔王栅，25群東非蜂連同蜂后飛逃入附近的叢林，成为杀人蜂的祖先。

## 生物特性
非洲化蜜蜂性情與東非蜂同樣兇猛，科學家希望經過與其他溫馴的歐洲亞種幾代雜交之後能降低兇猛程度，但結果證明雖經數十代的雜交但其兇猛程度依舊。
後來經大量研究揭開了東非蜂在美洲快速擴散之謎。原來兇猛的特性由雄蜂傳承，而雄蜂可以快速散播這類基因。東非蜂血統的蜂后成長期為15天，比歐洲血統的蜂后少一天。以上兩種特性使東非蜂快速散布於中南美洲。東非蜂相對於其他蜜蜂亞種投放更多資源在蜂群的繁殖上，這也是快速散播的原因。東非蜂在南美洲與其他亞種的蜜蜂自然雜交多代，已不能視為純種東非蜂，現在多以殺人蜂或非洲化蜜蜂稱之。
非洲化蜜蜂能抵抗多種蜜蜂的疾病與病蟲害，所以能在自然界繁殖，其他人工飼養的蜜蜂亞種則無法在自然界生存。非洲化蜜蜂能適應不同的生態環境，抗病力强，還抗蜂螨。雖然蜂螨是全球性問題，但巴西没有蜂螨危害的災情。蜂農不用化學藥劑治螨，是怕污染到蜂蜜、蜂蠟等蜂產品。
非洲化蜜蜂雖然兇猛但造成的傷亡其實不多，很多都是電影與媒體的誇大，南美洲蜂農已學會如何管理非洲化蜜蜂，巴西與阿根廷更是產蜜大國。

## 分佈
美國南部各州以南，包括整個中南美洲。

## 引起的問題
非洲化蜜蜂凶暴特性常常引起人畜被螫傷，其採蜜效率也比大多數美洲本土的無螫蜂（stingless）高，導致美洲的無螫蜂數量大減，數種無螫蜂有滅絕的可能。